# Ярдимлинський район
Ярдимлинський район (азерб. Yardımlı rayonu) — адміністративна одиниця на півдні Азербайджану. Адміністративний центр — місто Ярдимли.

## Географія
Район розташований на півдні країни, на кордоні з Ісламською Республікою Іран (довжина державного кордону на півдні і на заході становить 96 км), а також межує з Лерікським (40 км), Масаллінським (11 км) та Джалілабадським (20 км) Азербайджану. Найдовшою та на йповноводнішою річкою району є Віляшчай, довжина якої складає 111 км. Територія району охоплює Талиські гори (найвища вершина — гора Шахнішин — 2490 м), гори Пештасарського хребта (найвища вершина 2244 м) та гори Буроварського хребта.

## Цікаві факти
На території району у 1959 році зафіксовано падіння метеориту, який і отримав назву Ярдимли. 

## Природа району

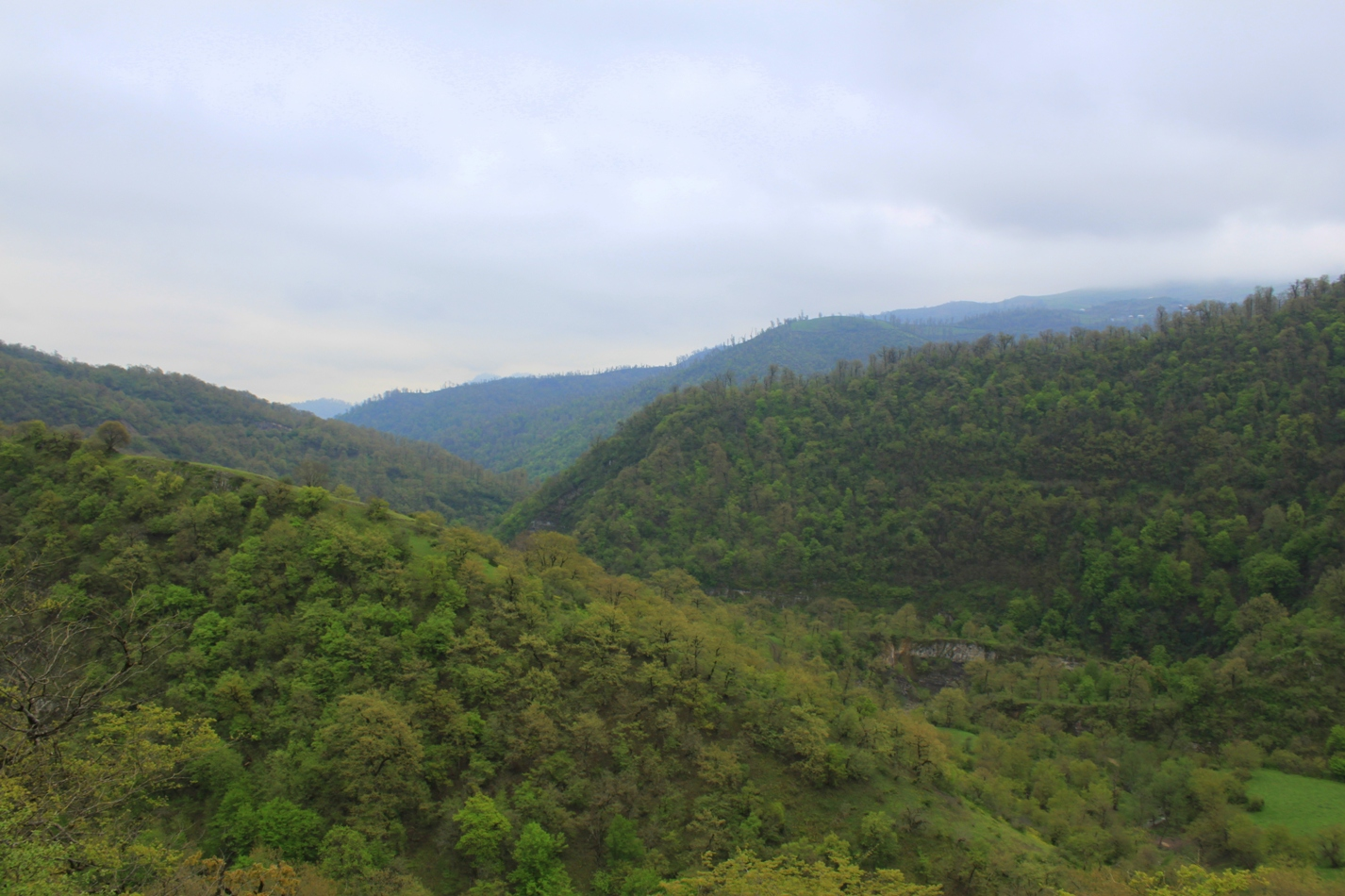
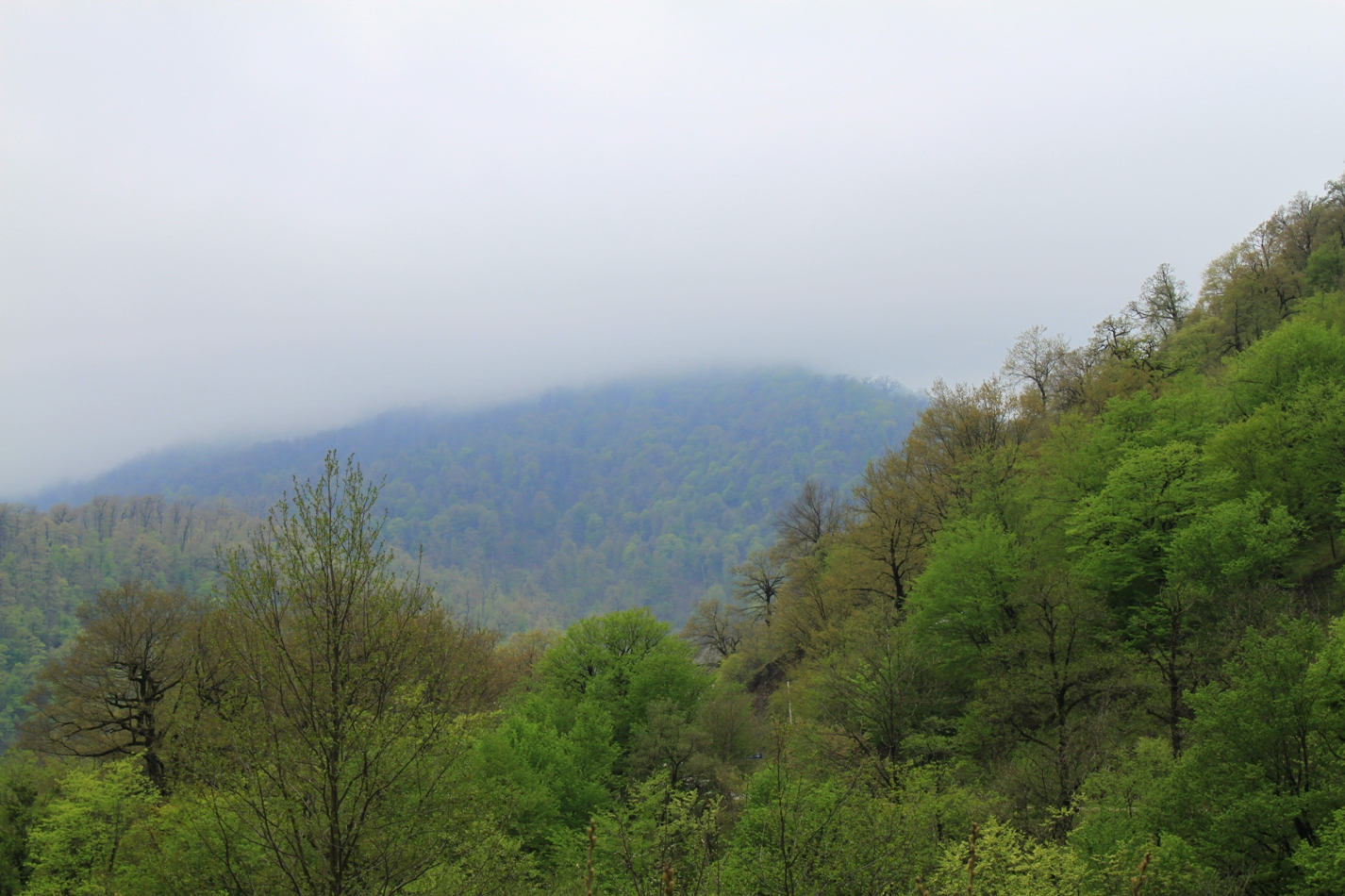
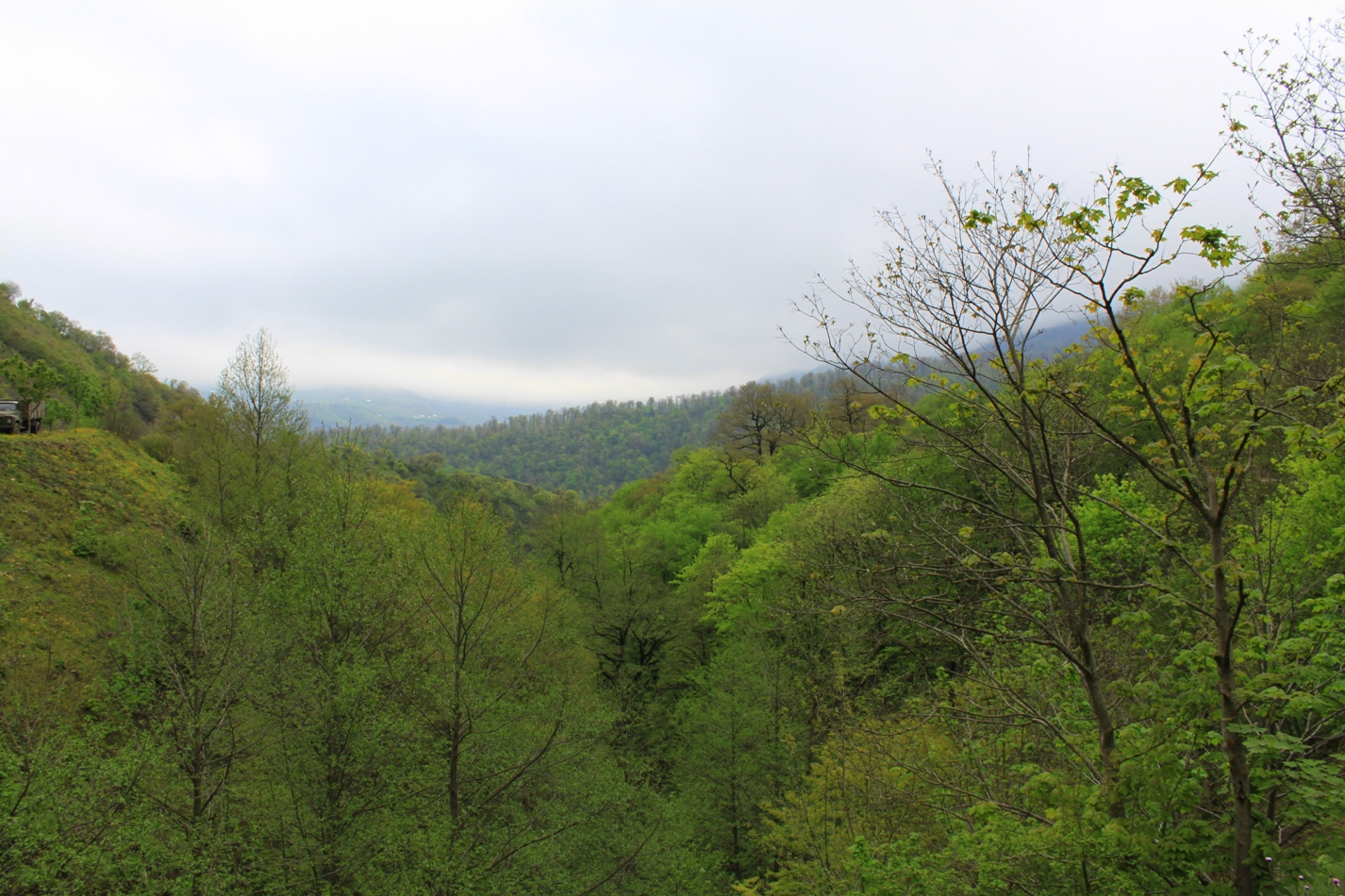
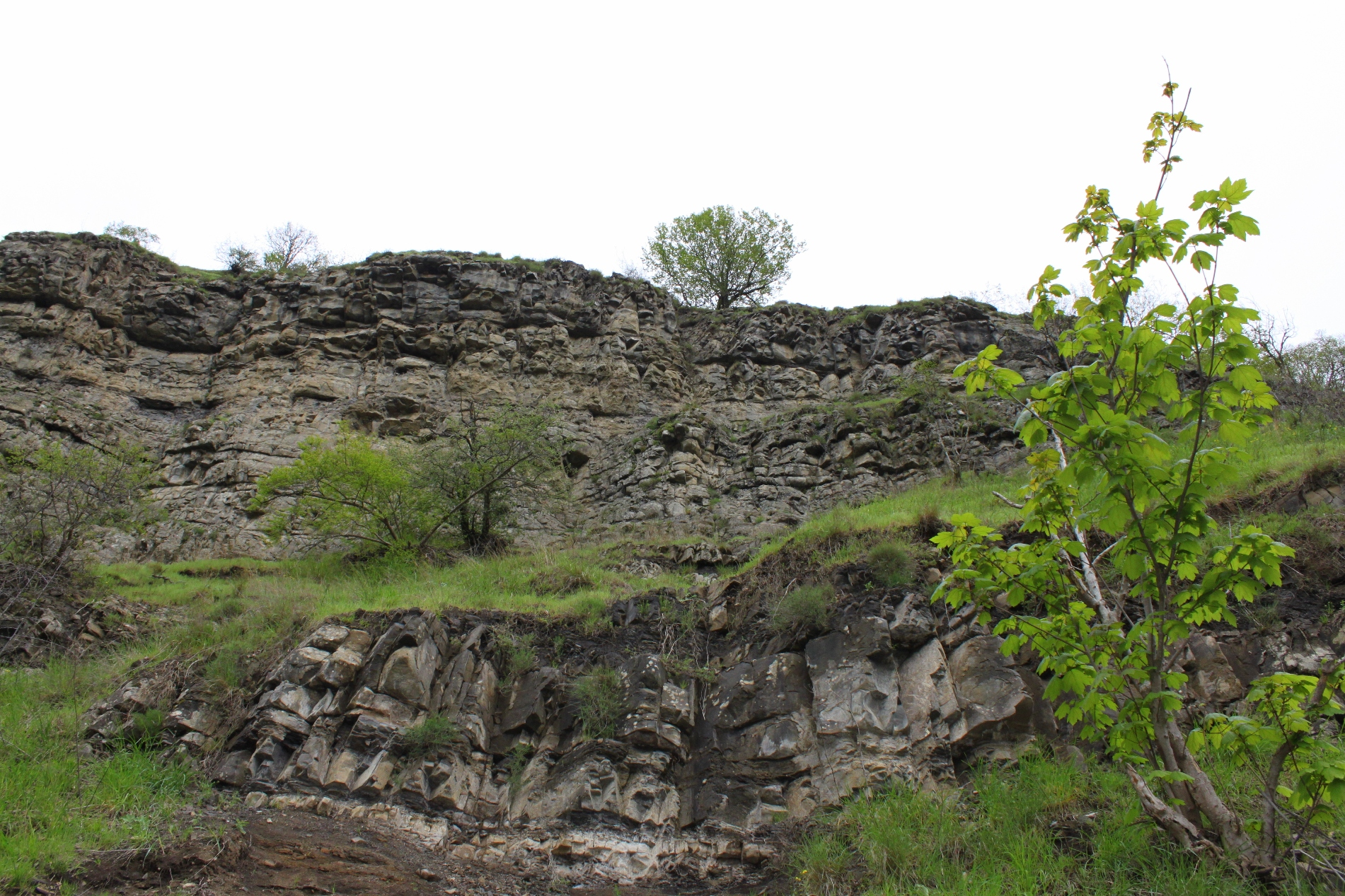
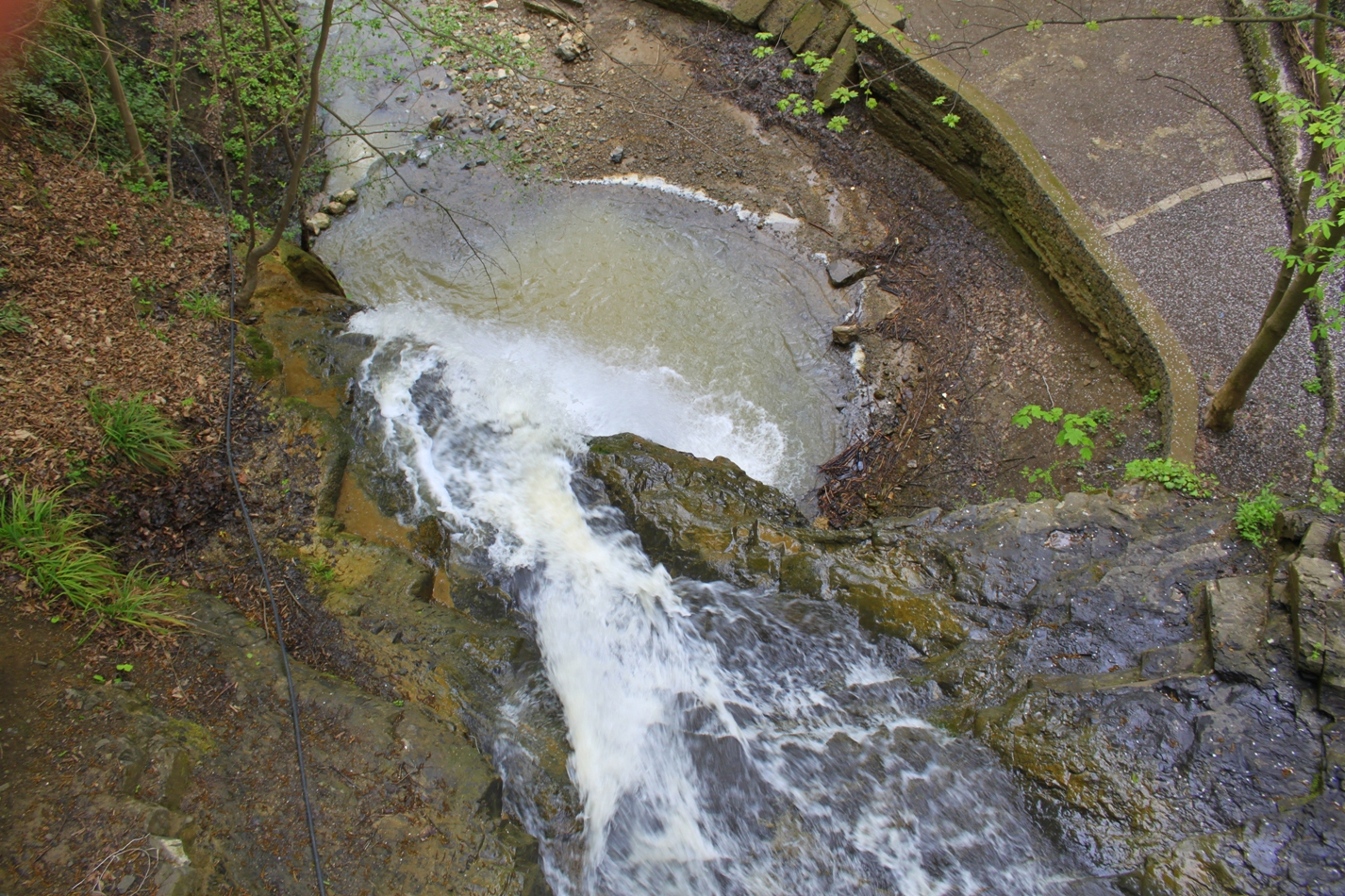
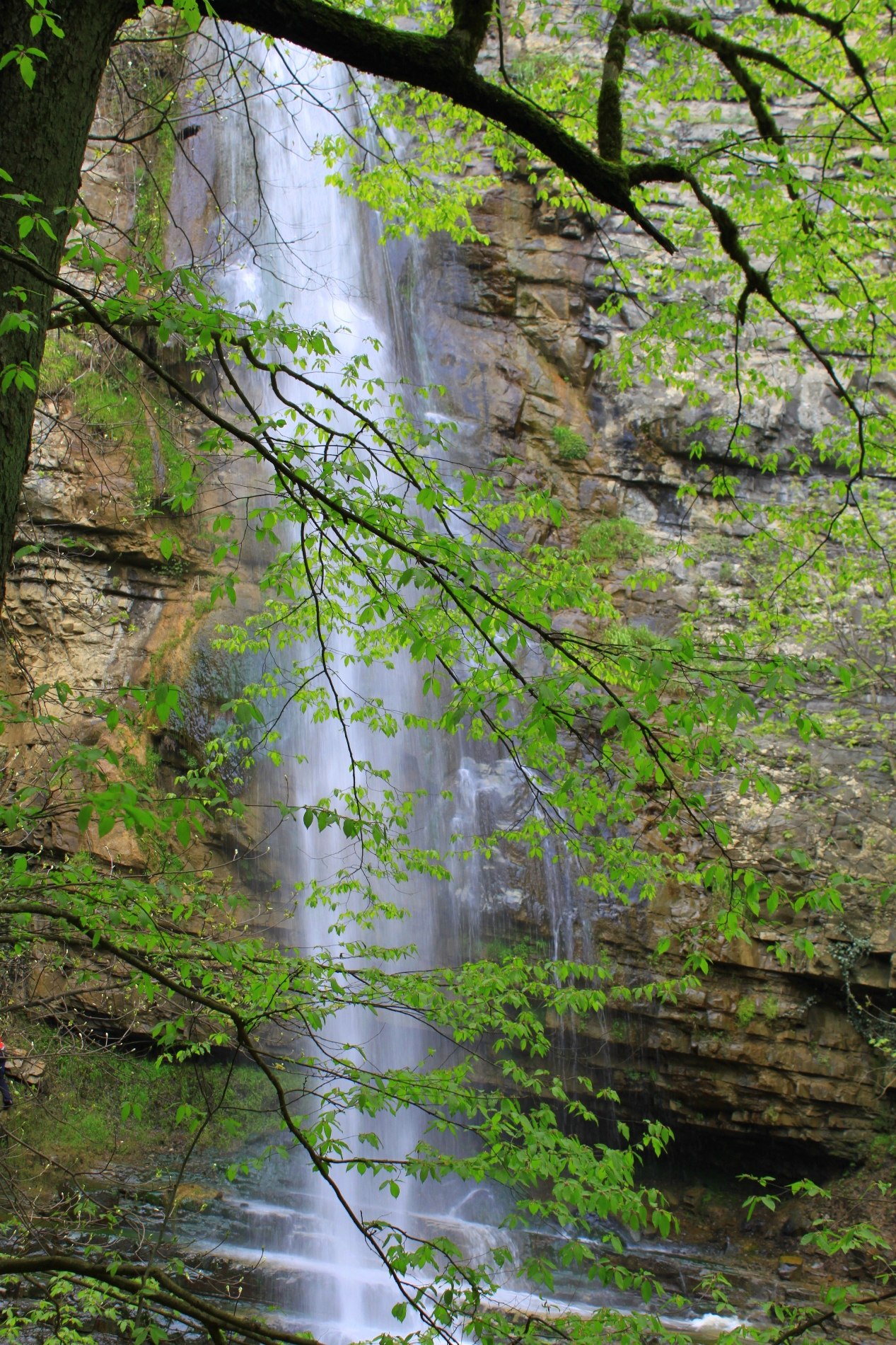
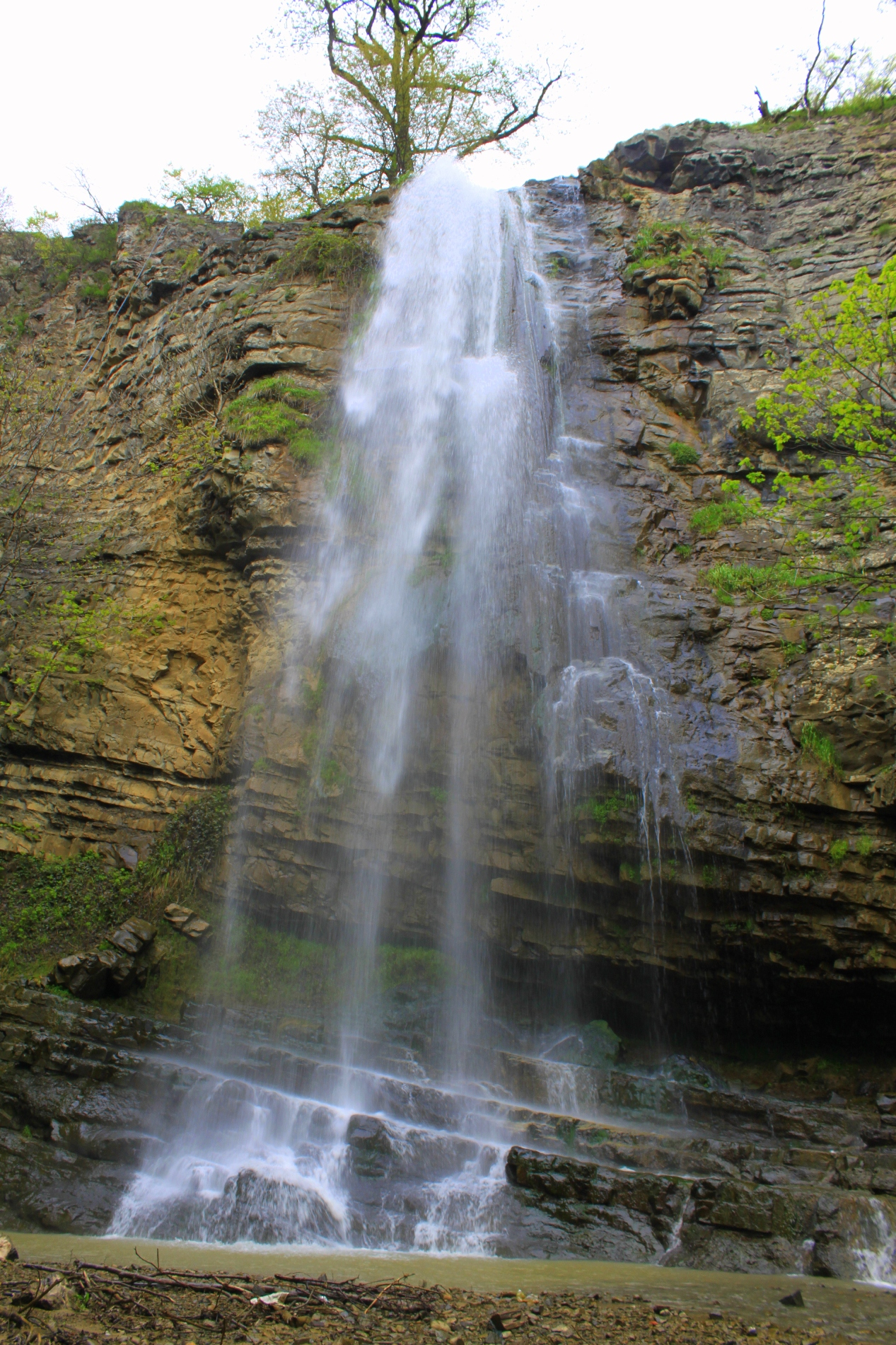
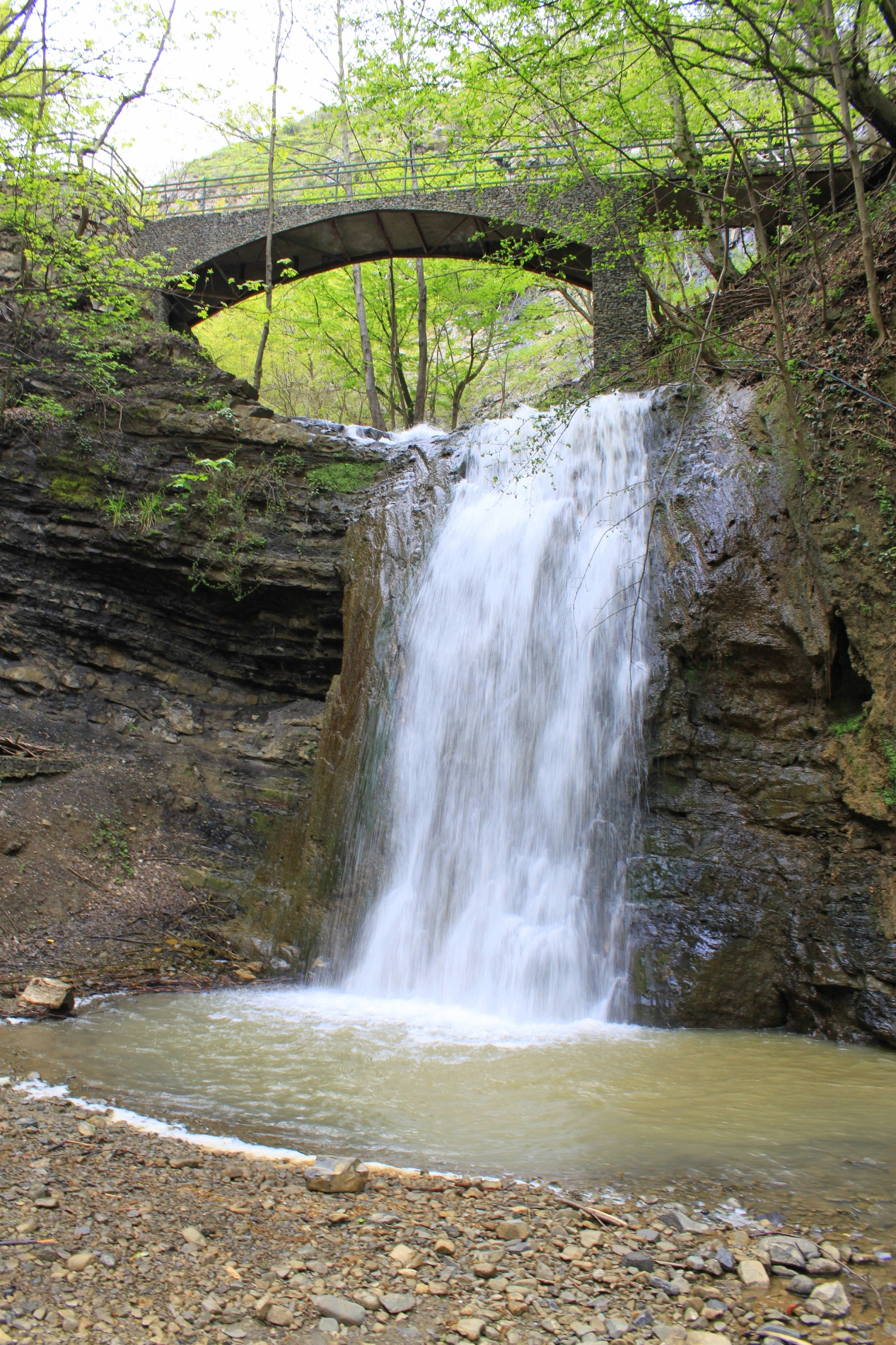